# Саксагань (Верхівцівська міська громада)
Саксагань (до 2016 року — Карла Маркса) — село в Україні, у Верхівцівській міській територіальній громаді Кам'янського району Дніпропетровської області. Населення за переписом 2001 року становило 22 особи.

## Географія
Село Саксагань розміщене на лівому березі одного з джерел річки Саксагань, вище за течією примикає село Адалимівка, нижче за течією на відстані 0,5 км розташоване село Малоолександрівка. Річка в цьому місці пересихає, на ній зроблена загата.

## Населення

### Мова
Розподіл населення за рідною мовою за даними перепису 2001 року:
| Мова       | Відсоток |
| ---------- | -------- |
| українська | 100 %    |